# Lakarka
Lakarka é uma vila no distrito de Dhanbad, no estado indiano de Jharkhand.

## Demografia
Segundo o censo de 2001, Lakarka tinha uma população de 6962 habitantes. Os indivíduos do sexo masculino constituem 52% da população e os do sexo feminino 48%. Lakarka tem uma taxa de literacia de 54%, inferior à média nacional de 59,5%: a literacia no sexo masculino é de 67% e no sexo feminino é de 40%. Em Lakarka, 17% da população está abaixo dos 6 anos de idade.